# Peng Dehuai
Peng Dehuai (chino tradicional: 彭德懷; chino simplificado: 彭德怀; 24 de octubre de 1898 - 29 de noviembre de 1974) fue un líder militar chino, militante y dirigente del Partido Comunista de China y Ministro de Defensa en la República Popular China entre 1954 y 1959, que combatió a los japoneses en la Segunda Guerra Mundial, como uno de los generales del 8.º Ejército de Ruta. Luego desempeñó mando de tropas en la guerra de Corea. Fue apartado de su cargo de ministro luego de censurar las políticas del presidente Mao Zedong en el Gran Salto Adelante y fue acusado durante la Revolución Cultural, poco antes de morir. Finalmente, las acusaciones contra Peng fueron rechazadas en 1978 por el Partido Comunista que ratificó su condición de héroe nacional. El general Peng es el personaje protagónico de la película Ofensiva de los Cien Regimientos, de 2015, realizada para conmemorar el 70 aniversario de la victoria china sobre Japón, sobre la célebre campaña militar que comandó.

## Orígenes
Peng Dehuai nació en Xiangtan, en la provincia de Hunan, en el seno de una familia pobre, debiendo salir de su hogar a los 9 años de edad. Su nombre de nacimiento era "Peng Dehua". Desde los 13 empezó a trabajar en una mina de carbón, a los 15 trabajó en los diques del lago Dongting y a los 16 se unió al Ejército, acudiendo a la Academia Militar de Hunan como oficial del Ejército nacionalista. Hasta 1916 Peng sirvió como obrero y luego como soldado, carrera que mantuvo a lo largo de su vida. 

## Inicios en la política
A los 28 años, Peng era comandante de una brigada en el Ejército del Kuomintang y había empezado a interesarse en la política; cuando en 1927 Chiang Kai-shek empezó una purga de los oficiales del ejército sospechosos de cuestionar su régimen, Peng se unió al Partido Comunista de China y participó en la Larga Marcha, dirigiendo el Tercer Ejército durante dicha operación. Durante este episodio, Peng Dehuai se ganó la confianza de Mao Zedong, quien también tenía en alta estima las cualidades de Peng como jefe militar, junto con Lin Biao. Inclusive empezó a ser apodado como el "Gran General Peng".
Cuando en medio de la Larga Marcha se realizó la Conferencia de Zunyi, Peng apoyó entonces decididamente que el liderazgo total del Partido pasara a Mao en enero de 1934. Mientras Lin Biao prefería utilizar las estrategias de emboscada, avance rápido y ataques por los flancos, las ideas de Peng Dehuai eran más proclives a la destrucción del enemigo mediante batallas frontales que agotaban al bando contrario, considerando que parte indispensable del triunfo era subsanar las propias pérdidas tomando las armas y municiones del enemigo, llegando inclusive a movilizar a los soldados rasos prisioneros para que se unieran a la causa comunista - ganando así nuevos adeptos y recuperando sus fuerzas.

## Segunda Guerra Mundial y Corea
Peng trabajó como comandante en jefe de las fuerzas comunistas en 1937 y durante la ocupación japonesa dirigió la "Campaña de los Cien Regimientos" en 1940, que destruyó las líneas japonesas de comunicaciones en las provincias de Hebei y Shaanxi, causando severas bajas a las tropas niponas entre el 20 de agosto y el 5 de diciembre; esta fue la victoria militar más amplia que las tropas comunistas alcanzaron sobre Japón durante toda la guerra. No obstante, para esta campaña se hizo preciso que las fuerzas del Kuomintang conocieran datos sobre el número de combatientes comunistas. Además, las tropas comunistas sufrieron más bajas que los japoneses y no pudieron retener la mayor parte del territorio alcanzado debido a la superioridad de los japoneses en armamento y apoyo aéreo, recuperándose la táctica de ataques guerrilleros contra las ocupantes nipones. Pese a la victoria, Peng sería reprochado años después por esta operación, que no causó ganancias duraderas.
Tras la rendición japonesa en 1945, Peng destacó en la guerra civil china y dirigió las fuerzas comunistas del norte, y en una serie de combates exitosos alcanzó a cercar a las tropas del Kuomintang en Pekín, logrando su rendición. Luego de este triunfo, Peng dirigió las tropas comunistas que ocuparon las provincias de Shaanxi, Gansu, Ningxia y Qinghai.
Durante la guerra de Corea, Peng recibió el mando supremo del Ejército Popular de Voluntarios, las fuerzas chinas destinadas a intervenir en Corea. En esa misma fecha era Ministro de Defensa y miembro del Politburó del Partido Comunista de China. En 1954 fue nombrado comandante en jefe del Ejército Popular de Liberación (EPL), tras la retirada de Zhu De. En 1955 fue designado mariscal del EPL. 
No obstante, el trato que Peng dio a los prisioneros de guerra chinos retornados de la campaña coreana fue muy censurado como "condescendiente", también se le reprocharon errores estratégicos que causaron la captura por tropas estadounidenses de una división del EPL en junio de 1951 (la División 180). Al mismo tiempo, Peng empezó a sufrir conflictos dentro del Partido causados por Lin Biao, su nuevo rival en la jefatura del EPL, aunque Peng salió inicialmente exitoso de estas controversias.

## Caída
En junio de 1959, Peng Dehuai expresaba en la Conferencia de Lushan que el Gran Salto Adelante se había transformado en "un error dramático", lo cual empezó a reducir el apoyo a Peng dentro del régimen en tanto el politburo del Partido Comunista de China consideraba que las críticas de Peng habían llegado "demasiado lejos". Si bien Mao no deseaba una ruptura drástica y reconoció que existían algunos defectos, insistió en que el Gran Salto Adelante era un plan exitoso en sus aspectos básicos, criticando a Peng por tomar la línea política de coexistencia pacífica con el capitalismo.
Posteriormente el Politburó del PCCh aislaba a Peng y apoyaba la posición de Mao Zedong, siendo allí Lin Biao uno de los principales impugnadores de su otrora compañero de armas. Una de las causas de los pleitos con Lin Biao era que los objetivos de Peng Dehuai pasaban por crear un Ejército más profesionalizado y con menos interferencias políticas, en contra de la línea política del partido. Asimismo, Peng había dado señales de no aprobar la Ruptura Sino-Soviética, yendo en contra de un proyecto capital de Mao. 
Tras esta crítica, el politburo destituyó a Peng de todos sus cargos en el mismo año, y lo puso bajo arresto domiciliario en la ciudad de Chengdu. Tras la defenestración de Peng, Lin Biao fue designado Ministro de Defensa de la República Popular China.
Poco después Peng fue destinado a establecer el "Tercer Frente", una base estratégica en el sudoeste de China para la defensa en caso de invasión. En 1966, Peng fue arrestado por los Guardias Rojos durante la Revolución Cultural. Durante su arresto fue golpeado sufriendo lesiones en la espalda. Peng rechazó las acusaciones y fue liberado. Pocos meses después fue puesto en arresto domiciliario.

## Fallecimiento y rehabilitación
Peng murió de cáncer el 29 de noviembre de 1974 en Pekín, declarándose leal a su propia versión de los ideales comunistas. En 1978, el XI Comité Central del Partido Comunista de China examinó el caso de Peng Dehuai y declaró nulas todas las acusaciones vertidas contra él en el pasado, declarando sin valor las condenas contra él; por el contrario, fue rehabilitado y se reconocieron sus aportes a la Revolución China.